# 第72ヘリコプター海洋打撃飛行隊 (アメリカ海軍)
第72ヘリコプター海洋打撃飛行隊（だい72ヘリコプターかいようだげきひこうたい、英: Helicopter Maritime Strike Squadron 72、略称：HSM-72）は、アメリカ海軍大西洋艦隊ヘリコプター海洋打撃航空団隷下のヘリコプター部隊。愛称はプラウド・ウォリアーズ。1984年10月5日に第42軽ヘリコプター対潜飛行隊（英: Anti-Submarine Squadron Light 42、略称：HSL-42）として編成され、2013年1月15日に第72ヘリコプター海洋打撃飛行隊へ改編された。フロリダ州ジャクソンビル海軍航空基地に所在し、空母「ハリー・S・トルーマン（USS Harry S. Truman, CVN-75）」艦載の第1空母航空団を構成する飛行隊になっている。哨戒ヘリコプターとしてMH-60Rを運用する。

## 歴代運用機
- 哨戒ヘリコプター
  - SH-60B
  - MH-60R

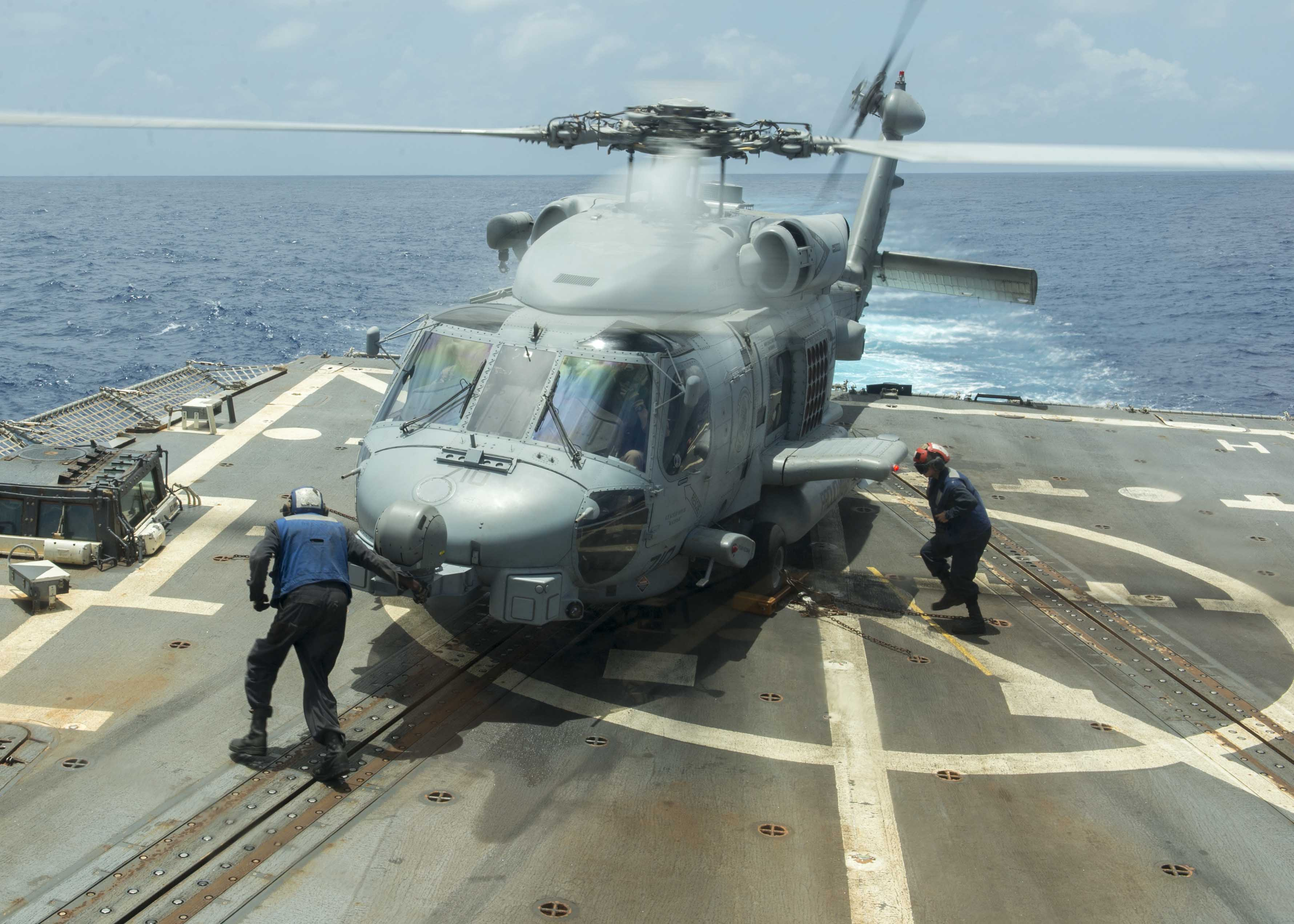
HSM-72で運用するMH-60R